# チョイスル州
チョイスル州（チョイスルしゅう、英語: Choiseul Province）はソロモン諸島の州。ソロモン諸島北部の州であり、チョイスル島および周辺の小島より構成されている。1993年2月25日に西部州から分離して設置された。行政府所在地はタロ島。2019年の人口は30,619人。